# Ofenzíva syrské opozice (2024)
Ofenzíva syrské opozice započala dne 27. listopadu 2024 útokem tzv. Velitelství vojenských operací, tedy koalice syrských protirežimních skupin vedených Haját Tahrír al-Šám (HTS), proti jednotkám vládní Syrské arabské armády (SAA) v aleppském, idlibském a hamském guvernorátu na severozápadě Sýrie v rámci občanské války v Sýrii.
Operace byla HTS nazývána Odstrašení agrese (arabsky ردع العدوان; latinkou rade aleudwan) a měla být odvetou za intenzivní bombardování civilistů na západě Aleppského venkova ze strany SAA. Šlo o první větší vojenský útok ze strany syrské opozice od příměří ze 6. března 2020.
29. listopadu islamisté z HTS a Syrské demokratické síly vstoupili do Aleppa a obsadili většinu města. Den poté obsadili desítky vesnic a měst a postoupili směrem k městu Hamá ve střední Sýrii, které ovládli 5. prosince. Do 7. prosince nastal nečekaný kolaps vládních vojsk, která ztratila kontrolu nad rozsáhlým územím včetně většiny regionálních center jako Dajr az-Zaur, Suvajda, Dar’á nebo Homs.
V noci na 8. prosince pak rebelové obsadili i hlavní město Damašek a prohlásili, že režim Bašára Asada padl. Dle nich bývalý prezident z Damašku uprchnul, dle nepotvrzených zpráv ze syrských zdrojů měl zahynout při pádu letadla, které 7. prosince z neznámých příčin nad Homsem zmizelo z radarů. Ruská tisková agentura TASS však později vydala zprávu, že Asad je i s rodinou v Moskvě, kde získali azyl. Konec Asadova režimu vyvolal oslavy obyvatel po celé Sýrii.
Vládní armáda SAA v reakci na informace o pádu Damašku uvedla, že „její síly pokračují ve vojenských operacích proti teroristickým skupinám v okolí měst Hamá či Homs“. Pod kontrolou vládních jednotek nadále zůstávaly oblasti na západě země, konkrétně guvernoráty Latákie a Tartús na pobřeží Středozemního moře, které byly obsazeny rebely 8. prosince odpoledne.
Následně obě strany deklarovaly ochotu hladkého předání moci, za jejímž účelem byla 10. prosince 2024 jmenována přechodná vláda pod vedením Muhammada Bašíra, dosavadního premiéra takzvané Syrské vlády spásy v Idlibu, tedy území pod kontrolou HTS. Bašír byl pověřen vedením vlády do 1. března 2025. HTS zároveň ohlásila všeobecnou amnestii pro příslušníky ozbrojených složek Asadova režimu a deklarovala snahu o budování pluralitní společnosti.

## Pozadí
Aleppo, se dvěma miliony obyvatel největší syrské město, se dostalo pod kontrolu vládních sil loajálních prezidentu Bašáru Asadovi během bitvy o Aleppo v roce 2016, což byl zlom v dlouholeté občanské válce. Od roku 2020 pak byla frontová linie prakticky beze změn a konflikt se stal v podstatě zamrznutý.
Rebelové, sdružení ve Velitelství vojenských operací, byli pestrou směsicí od džihádistů z HTS (vzniklé z Fronty an-Núsra), proturecké Syrské národní armády (SNA) až po umírněnější menší skupiny. Zejména HTS se roky systematicky připravovala na novou ofenzívu, když profesionalizovala svůj výcvik, inovovala svou taktiku a vycvičila i speciální jednotky schopné udeřit v týlu nebo efektivně bojovat v noci. Na jejich výcviku se kromě Turecka dle Kyiv Post podílelo i ukrajinské Hlavní ředitelství rozvědky Ministerstva obrany.
Důležitým předpokladem pro útok však bylo rovněž oslabení důležitých Asadových spojenců – Íránu a Hizballáhu během jejich konfliktu s Izraelem a Ruska vyčerpaného válkou na Ukrajině. Asadův režim navíc oslabovaly špatné životní podmínky obyvatel, rozšířená korupce, přesun pozornosti na produkci a distribuci drog a systematické ostřelování civilních cílů. Rostoucí nespokojenost se projevovala například odchodem obyvatel za prací do oblastí kontrolovaných povstalci a Rojavy, ve špatném stavu se nacházely i klíčové instituce Asadova režimu včetně syrských ozbrojených sil (SAA). Země se potýkala s vysokou inflací, přes 90 % obyvatel žilo pod hranicí chudoby.
Vládní jednotky pravidelně ostřelovaly civilní oblasti v guvernorátu Idlib, kdy 26. listopadu 2024 ve městě Ariha zabili či zranili celkem 16 civilistů.

## Vývoj

### Kolaps vládních vojsk

#### Pád Aleppa
Ofenzíva začala 27. listopadu a znamenala prakticky okamžitý kolaps obrany vládních sil složených ze syrské arabské armády a jejich spojenců na severozápadě země. Do 29. listopadu rebelové z HTS prakticky bez boje pronikli až do centra Aleppa. Povstalci během 30. listopadu využili chaosu na straně vládních sil a obsadili další desítky dalších měst a obcí poblíž Aleppa. Při tom ukořistili velké množství zbraní a munice včetně tanků, protivzdušné obrany nebo letounů L-39.

#### Postup na jih
30. listopadu zároveň rebelové podnikli rychlý úder na Sarakíb a poté jižním směrem podél dálnice M-5 směrem na velká města Hamá a Homs, jejichž dobytí by znamenala rozdělení území kontrolované syrskou vládou na dvě části a možné obklíčení části nejen vládních sil, ale i ruských jednotek operujících z námořní základny v Tartúsu a letecké základny Hmímím poblíž Latákie. Zároveň tím přetnuli hlavní spojnici Aleppa s hlavním městem Damaškem. Přestože povstalci ve večerních hodinách pronikli až do města Hamá, po protiútoku vládních sil se stáhli severněji.
Vládní jednotky mezi 1. a 2. prosincem dokázaly zkonsolidovat své pozice a postup rebelů výrazně zpomalit, ovšem 3. prosince již rebelové z HTS opět hlásili dobytí řady měst a obcí poblíž regionálního centra Hamá, ke kterému postupovali z několika směrů. Postup jihovýchodním směrem v Syrské poušti oznámila i SNA.
Ve čtvrtek 5. prosince povstalci ovládli město Hamá. Řada měst včetně dvou s křesťanskou většinou nebo šedesátitisícové ší'itské Salmíji navíc padla bez boje po dohodě povstalců s místními autoritami. Následujícího dne se pak rebelové probili do blízkosti dalšího významného regionálního centra – Homsu. Obrana Homsu byla z pohledu vládních vojsk naprosto zásadní pro udržení pobřežních oblastí i hlavního města Damašku; spekulace o údajném stahování z města představitelé Asadova režimu popírali. 7. prosince večer však přesto padlo do rukou rebelů poté, co vládní vojska ustoupila.
Vládní vojska za sebou v chaosu ponechávala nepoškozené mosty a další strategické objekty, které se následně pokoušela zničit pomocí vojenských letadel. Do 5. prosince navíc byla na straně vládních vojsk vizuálně zdokumentována ztráta minimálně 434 kusů těžké techniky, z čehož 423 dokázali ukořistit rebelové. Ti tak získali minimálně 150 tanků, 69 bojových vozidel pěchoty, 52 kusů taženého a 25 samohybného dělostřelectva.

#### Bitva o Damašek
6. prosince zintenzivnily ozbrojené střety mezi povstalci a vládními silami v týlu území drženém Asadovým režimem na jihu země. Během dne pak povstalci dokázali obsadit řadu měst v guvernorátu Dar’á a Suvajda včetně regionálních center. Následujícího dne již rebelové pronikli na předměstí samotného hlavního města Damašku a v odpoledních hodinách začali město obkličovat. Zatímco armáda a úřady Asadova režimu prohlašovaly, že kolem hlavního města vznikl neproniknutelný kordon, v noci na 8. prosince rebelové dokázali město dobýt a propustit vězně. Poté jeden z povstalců ve státní televizi přečetl prohlášení, ve kterém apeloval na zachování státních institucí. Vůdce HTS Abú Muhammad al-Džawlání následně prohlásil, že žádné opoziční uskupení v Damašku nesmí převzít kontrolu nad veřejnými institucemi, které až do oficiálního předání zůstávají pod kontrolou premiéra Asadovy vlády Muhammada Ghazí Džalálího, který vyjádřil ochotu předat moc opozičním skupinám.

#### Útok Svobodné syrské armády
Do bojů se zapojila také Svobodná syrská armáda (FSA), které kontrolovala pozice na jihovýchodě země v Syrské poušti. Povstalci z FSA vpadli do zad vládním vojskům a 7. prosince ovládli Palmýru v centrální Sýrii. Zároveň postupovali od severozápadu na Damašek, kde přetnuli dálnici M-5 a pronikli až do města Duma.

#### Zapojení Izraele
Do bojů na Golanských výšinách zapojily i izraelské ozbrojené síly, které vytvořily v několika obcích na jihozápadě země dočasnou nárazníkovou zónu, ve verzi projevu izraelského premiéra Benjamina Netanjahua přitom zmínka o dočasnosti tohoto kroku chyběla. Obsazena byla mimo jiné hora Hermon (2 814 m n. m.), jejíž kontrola měla zlepšit detekci raket a dronů přilétajících z Libanonu. Izraelské letectvo po pádu režimu od 8. do 10 prosince provedlo rozsáhlé nálety na vojenskou infrastrukturu s cílem zabránit rebelům využít pokročilé zbraně Asadova režimu, během nichž zničilo až 80 % zbývajících vojenských kapacit předchozího režimu. Izrael dále deklaroval snahu za nárazníkovou zónou vytvořit ještě demilitarizovanou obrannou zónu bez trvalé izraelské přítomnosti. Izraelský ministr obrany Israel Katz 13. prosince prohlásil, že nařídil jednotkám připravit se na kontrolu oblasti v následujících měsících.
Izraelská intervence v Sýrii přitom paradoxně nevyvolávala výraznější reakci syrského obyvatelstva či úřadů, dle novináře Vojtěcha Boháče místní izraelské bombardování dokonce přijímali s vtipem.

### Reakce Asadova režimu

#### Diplomatické úsilí
Bašár Asad odletěl 30. listopadu vyjednávat do Moskvy, kde mu byla přislíbena další vojenská pomoc, jež měla dorazit do Sýrie do 72 hodin. Syrský prezident po jednání prohlásil, že „Sýrie dál brání svou stabilitu a svou územní celistvost před všemi teroristy a jejich podporovateli a je schopna je s pomocí svých spojenců a přátel porazit a zneškodnit, ať už bude intenzita jejich útoků jakákoli.“ Ohledně Asadova návratu z Moskvy zpět do země však panovala nejistota. Představitelé syrské vlády ve snaze posílit svou pozici dále vyjednávali se zástupci Íránu nebo Jordánska.

#### Nepokoje v týlu
30. listopadu se zároveň objevily spekulace o střelbě ve městě Dar’á na jihu Sýrie a o údajném vojenském puči v Damašku, kterého se měla účastnit část vládních sil okolo brigádního generála Hasáma Louky. Počáteční drobné střety následně přerostly v regulérní ozbrojené střety, kdy povstalci mezi 5. a 7. prosincem ovládli prakticky celý jih země. 7. prosince protirežimní demonstranti na předměstí Damašku Džaramáná svrhli sochu Háfize Asada, otce Bašára Asada a jeho předchůdce v prezidentském úřadu.

#### Příprava na údajný protiútok
Představitelé syrských ozbrojených sil v reakci na rychlý postup povstalců oznámili „dočasné stažení vojsk“ za účelem přípravy protiofenzívy. Od 30. listopadu probíhalo intenzivní letecké bombardování pozic rebelů včetně civilních oblastí ze strany ruského letectva, zatímco vládní pozemní síly soustředily svou pozornost primárně na opevnění pozic severně od města Hamá.
Snahu výrazně posílit svou přítomnost v Sýrii deklaroval Írán, který Asadův režim kromě vojenských poradců zásoboval drony a řízenými střelami. Na počátku prosince začaly vládním jednotkám přicházet na pomoc čerstvé posily z Íránem podporované irácké milice Hašd Šaabí a dalších skupin. Ty se však při přesunu na frontu stávaly terčem útoků letectva Spojených států amerických, které jim působilo značné ztráty. Naopak nepříliš reálná byla rozsáhlejší podpora ze strany Hizballáhu, který byl výrazně oslaben během izraelské invaze do jižního Libanonu. Možnost dalších výraznějších pozemních posil navíc komplikoval povstalecký postup v Sýrii. Ve snaze o zvýšení morálky kolabujících vládních sil Asad oznámil zvýšení platu vojáků o 50 %. Do 7. prosince však i Írán jako klíčový spojenec Asada začal ze země stahovat svůj vojenský personál.

#### Zapojení ruských sil
Rychlý ústup vládních jednotek vedl také k výměně velitele kontingentu ruských sil v Sýrii (o síle zhruba 3–5 tisíc mužů) Sergeje Kisela, kterého nahradil Alexandr Čajko. V důsledku postupu rebelů se objevily spekulace, že Rusové začali 2. prosince evakuovat svou námořní základnu v Tartúsu, což se do 6. prosince neprokázalo, a ruské námořnictvo se nadále podílelo na ostřelování povstalců. Ve výrazném ohrožení se ocitla i ruská letecká základna Hmímím, jejíž pád by dle ruských válečných blogerů znamenal ztrátu údajně až 75 % úderné síly ruského kontingentu v Sýrii a především velkou reputační porážku Ruska, připomínající ponižující stažení západních vojsk z Afghánistánu. Po pádu Damašku Rusové začali s leteckou evakuací svých základen. Dle zdrojů TASS se však měli povstalci zaručit za bezpečnost vojenských základen a diplomatického zastoupení Ruska v Sýrii. V polovině prosince navzdory spekulacím o dohodě s přechodnou syrskou vládou pokračovala ruská evakuace základen.

#### Osud představitelů Asadova režimu
Zatímco žena a děti Bašára Asada dle listu The Wall Street Journal zemi během ofenzívy opustily, sám Asad dle syrské státní tiskové agentury SANA navzdory přibližující se frontě zůstával v hlavním městě. Před dobytím hlavního města však dle povstalců uprchnul.
Podle tvrzení agentury TASS, které převzaly i další zdroje, se Asad s celou rodinou zdržuje v Moskvě, kde dostal z humanitárních důvodů azyl.

### Boje proti SDF

#### Útok protureckých povstalců
Jednotky Syrských demokratických sil (SDF), složené zejména z kurdských milicí, během povstaleckého postupu na Aleppo do 30. listopadu obsadily území východně od Aleppa, opuštěné vládními silami, čímž propojili enklávu pod svou kontrolou okolo města Tell Rifaat se zbytkem Rojavy (oficiálně nazývané Autonomní správa severní a východní Sýrie). Následujícího dne však na SDF zaútočily proturecké milice SNA, na což administrativa Rojavy reagovala vyhlášením všeobecné mobilizace. Pod tlakem útoků však SDF Tell Rifaat a okolní obce byla nucena evakuovat a stáhnout se po údajné domluvě s dalšími aktéry do Rojavy; naopak čtvrtě Sheikh Maqsood a Ashrafiyeh v Aleppu, kde žilo zhruba 200 tisíc syrských Kurdů, zůstávaly nadále pod kontrolou SDF.
6. prosince proturečtí povstalci zaútočili na pozice SDF v okolí města Manbidž. Od dva dny později hlásili dobytí města, ovšem dle obránců opakovaně přecházela kontrola nad Manbidžem z jedné strany nad druhou. 9. prosince již SNA obsadila kromě samotného města i celé území západně od Eufratu. 12. prosince bylo mezi SDF a SNA dojednáno čtyřdenní příměří, které následně bylo prodlouženo do konce týdne, ovšem již během 17. prosince byly hlášeny obnovené boje.

#### Útok na Dajr az-Zaur
Jednotky SDF naopak 2. prosince s americkou leteckou podporou obsadily 7 vesnic na východním břehu Eufratu poblíž města Dajr az-Zaur, které byly okupovány íránskými milicemi, údajně kvůli rostoucí hrozbě ze strany Islámského státu. Kolaps vládních vojsk vytvořil mocenské vakuum, kterého využil nejen Islámský stát, který výrazně posílil své pozice v pouštních oblastech a začal pronikat do blízkosti Eufratu, ale i jednotky SDF, jež obsadily regionální centrum Dajr az-Zaur i hraniční přechod s Irákem poblíž města Al-Búkamál. Tím navíc výrazně zkomplikovaly Íránu možnost přesunu posil a zásobování jednotek loajálních Bašáru Asadovi. Do Iráku následně uprchly stovky až dva tisíce vládních vojáků.

#### Role SDF v Sýrii po Asadovi
6. prosince pak členové SDF převzali kompletní kontrolu i nad městy Kámišlí a Hasaka v severovýchodní Sýrii. Později jednotky SDF obsadily další obce jihozápadně od Eufratu. V oblastech s převážně arabským obyvatelstvem se však místní administrativa setkávala se stále silnějším odporem demonstrantů, kteří požadovali připojení k oblastem pod kontrolou HTS. Zároveň až stovky arabských bojovníků SDF přešli pod HTS.
Do 11. prosince pak jednotky SDF opustily Dajr az-Zaur a stáhly se na druhý břeh Eufratu. Zástupci administrativy v kontextu existenční hrozby upozadili kampaň proti Islámskému státu a navíc vyjádřili ochotu vyjednávat svou roli v nové syrské vládě. HTS však začala volat po unifikaci země bez autonomních regionů, požadovaných SDF.

## Mezinárodní reakce na pád režimu
Na pád režimu Bašára Asada jako na významnou geopolitickou událost reagovala řada světových státníků.
- Ministerstvo zahraničí Íránu uvedlo, že země respektuje jednotu a národní suverenitu Sýrie a vyzvalo k „rychlému ukončení vojenských konfliktů, zabránění teroristickým akcím a zahájení národního dialogu“ se všemi sektory syrské společnosti.[60]
- Jordánský král Abdalláh II. prohlásil, že Jordánsko respektuje volbu syrského lidu, a vyzval k tomu, aby se v Sýrii zabránilo jakémukoli konfliktu, který by mohl vést k chaosu.[60]
- Premiér Izraele Benjamin Netanjahu uvedl, že „pád Asada, hlavního článku íránské osy, je historickým dnem a přímým důsledkem úderů, které Izrael zasadil Hizballáhu a Íránu. Nedovolíme žádné nepřátelské síle, aby se usadila na našich hranicích.“[60]
- Turecký ministr zahraničí Hakan Fidan prohlásil, že „Sýrie dospěla do fáze, kdy syrský lid bude určovat budoucnost své země, dnes je naděje.“ A zmínil, že „teroristickým organizacím nesmí být umožněno, aby této situace využily. Opoziční skupiny musí být jednotné. Budeme usilovat o stabilitu a bezpečnost v Sýrii.“[60]
- Zástupci Bílého domu informovali, že „prezident Biden a jeho tým pozorně sledují mimořádné události v Sýrii a jsou v neustálém kontaktu s regionálními partnery.“[60]
- Nově zvolený prezident Donald Trump napsal: „Asad je pryč. Uprchl ze své země. Jeho ochránce, Rusko, Rusko, Rusko v čele s Vladimirem Putinem, už nemělo zájem ho chránit. Rusko a Írán jsou nyní v oslabeném stavu, jeden kvůli Ukrajině a špatné ekonomice, druhý kvůli Izraeli a jeho bojovým úspěchům.“[60]
- Ruské ministerstvo zahraničí v prohlášení uvedlo, že syrský prezident Bašár Asad opustil svůj úřad a odjel ze země poté, co dal příkaz, aby došlo k pokojnému předání moci, aniž by upřesnilo, kde se nachází. Zároveň uvedlo, že „ruské vojenské základny v Sýrii byly uvedeny do stavu zvýšené pohotovosti, ale že v současné době jim nehrozí žádné vážné nebezpečí. Moskva je v kontaktu se všemi syrskými opozičními skupinami a vyzývá všechny strany, aby se zdržely násilí.“[60]

## Následky
Během ofenzívy zemřelo do 7. prosince dle Syrské organizace pro lidská práva (SOHR) nejméně 820 osob včetně minimálně 111 civilistů. Do zajetí padlo minimálně 150 vojáků syrské arabské armády. Vysídleno v důsledku obnovených bojů bylo okolo 370 tisíc obyvatel.
V prvních dnech po okupaci dobytého území se neprokázaly obavy, že by HTS, kterou západní země považovaly za teroristickou organizaci, perzekvovala nebo popravovala civilisty a zajatce, čímž se zřejmě snažila působit umírněně a přijatelně. Zároveň však nebylo zřejmé, zda by případná porážka režimu nevedla k rozštěpení opozice, která se dokázala sjednotit pouze díky společnému nepříteli – Asadovu režimu.